# Cellförmedlad allergi
Cellförmedlad allergi kallas även Typ 4-allergi eller Den långsamma överkänslighetsreaktionen. Reaktionen förmedlas inte via IgE-antikroppar utan via sensibiliserade celler.

## Sjukdomar
Allergiskt kontakteksem, dvs. hudförändringar sprider sig på de ställen där kontakt har ägt rum med det allergiframkallande ämnet.

## Var träffar man på vanliga kontaktallergen?
- Nickel: Metall i smycken, kläder
- Kobolt: Metall i smycken, kläder, vissa färger
- Fragrans: Parfymerade kosmetika, hudvårdspreparat
- Kolofonium: Kåda, häftor, naturmedel, lim, harts m m
- Perubalsam: Lukt och smakämnen i hudvårdspreparat, läkemedel, glass, kryddor
- Lanolin: Ullfett i kosmetika, hudvårdspreparat, läkemedel
- Krom: Kromat i cement, färger, läder